# Sandomirer Becken

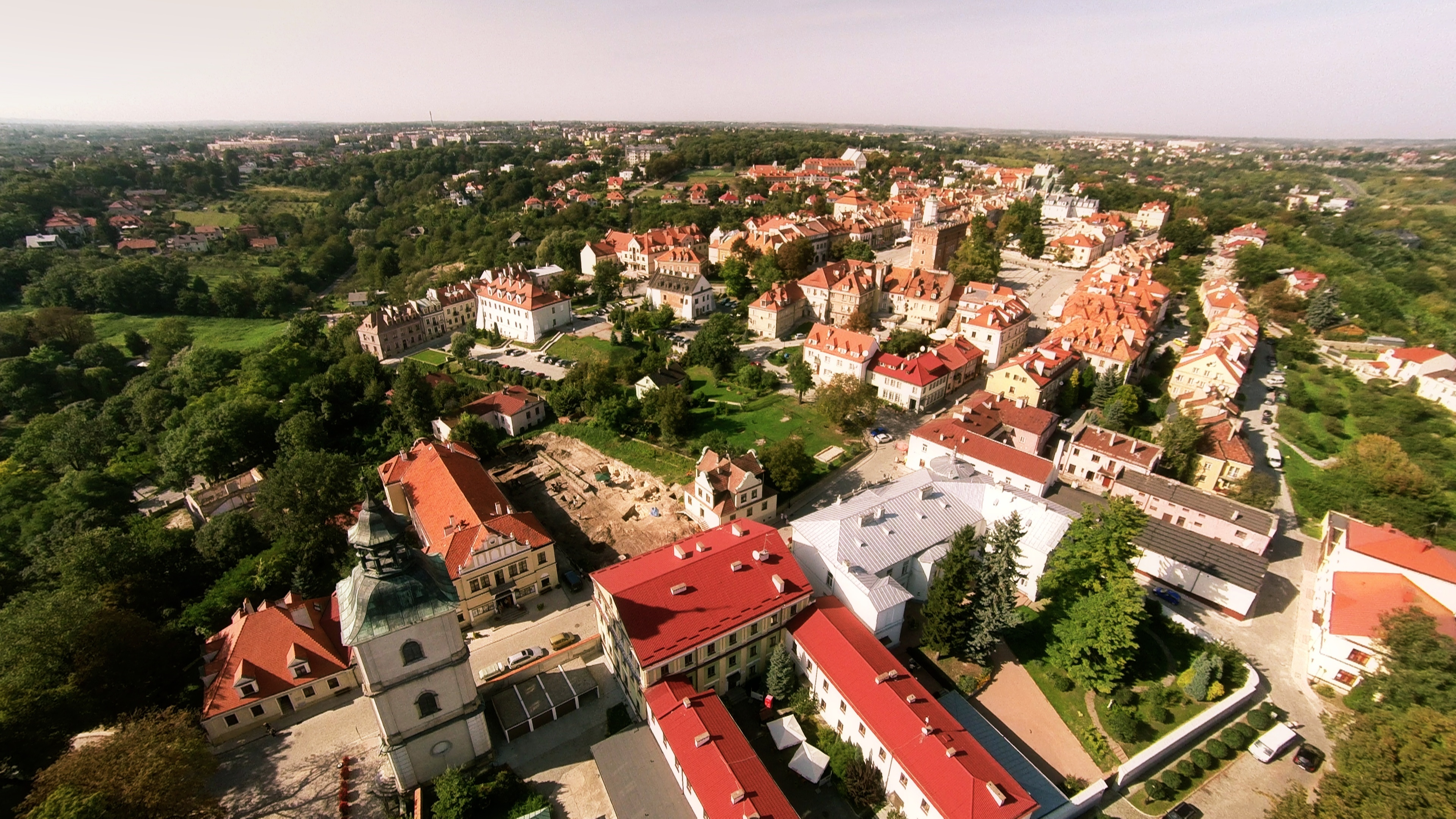
Luftbild vom namensgebenden Sandomierz

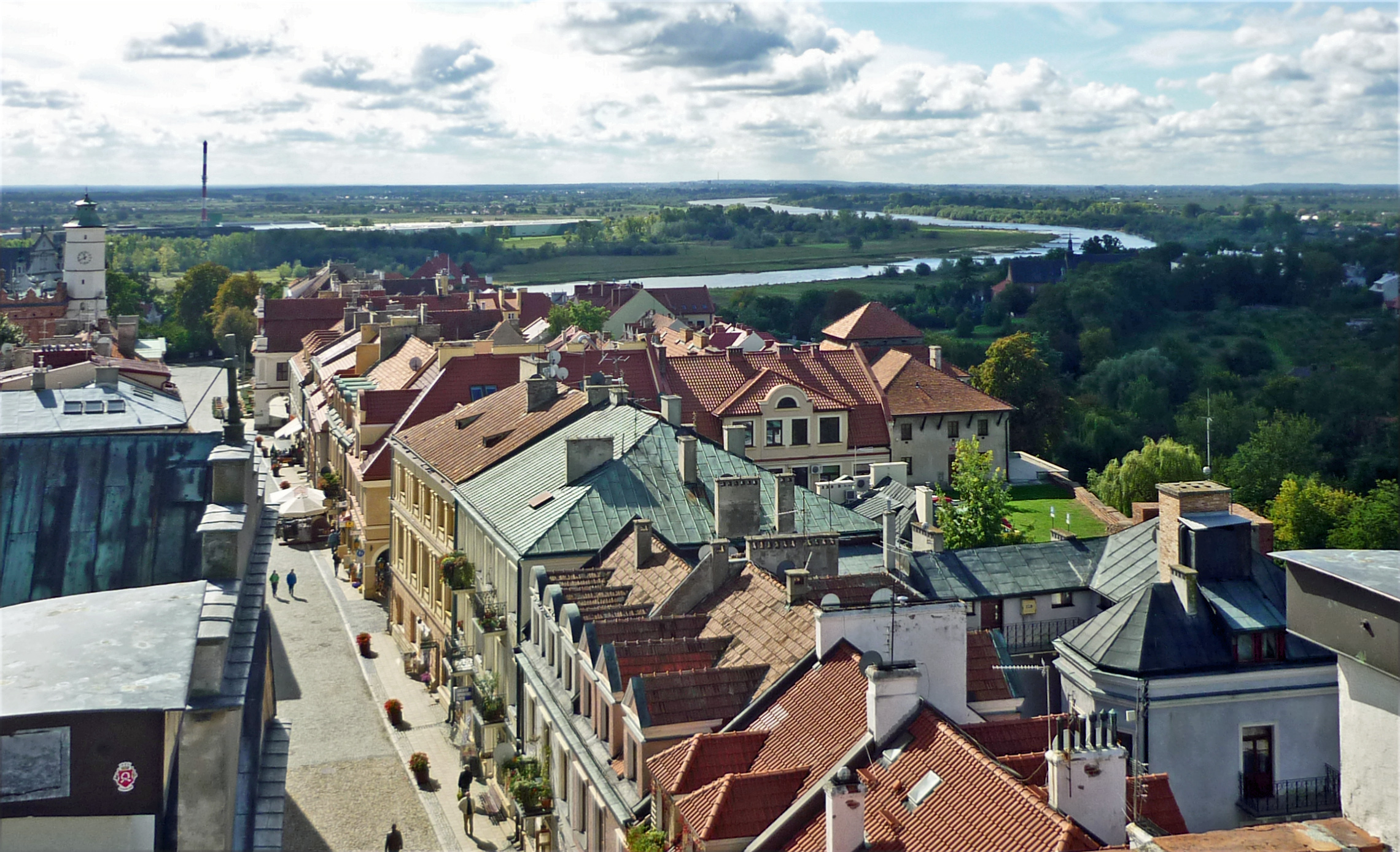
Weichsel bei Sandomierz

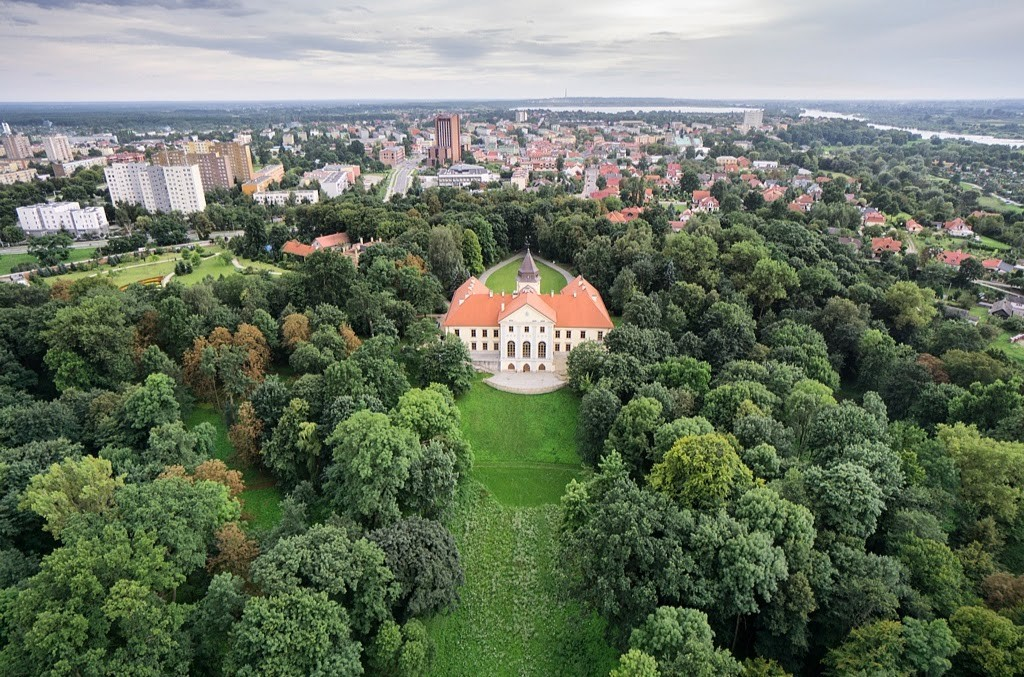
Weichsel bei Tarnobrzeg

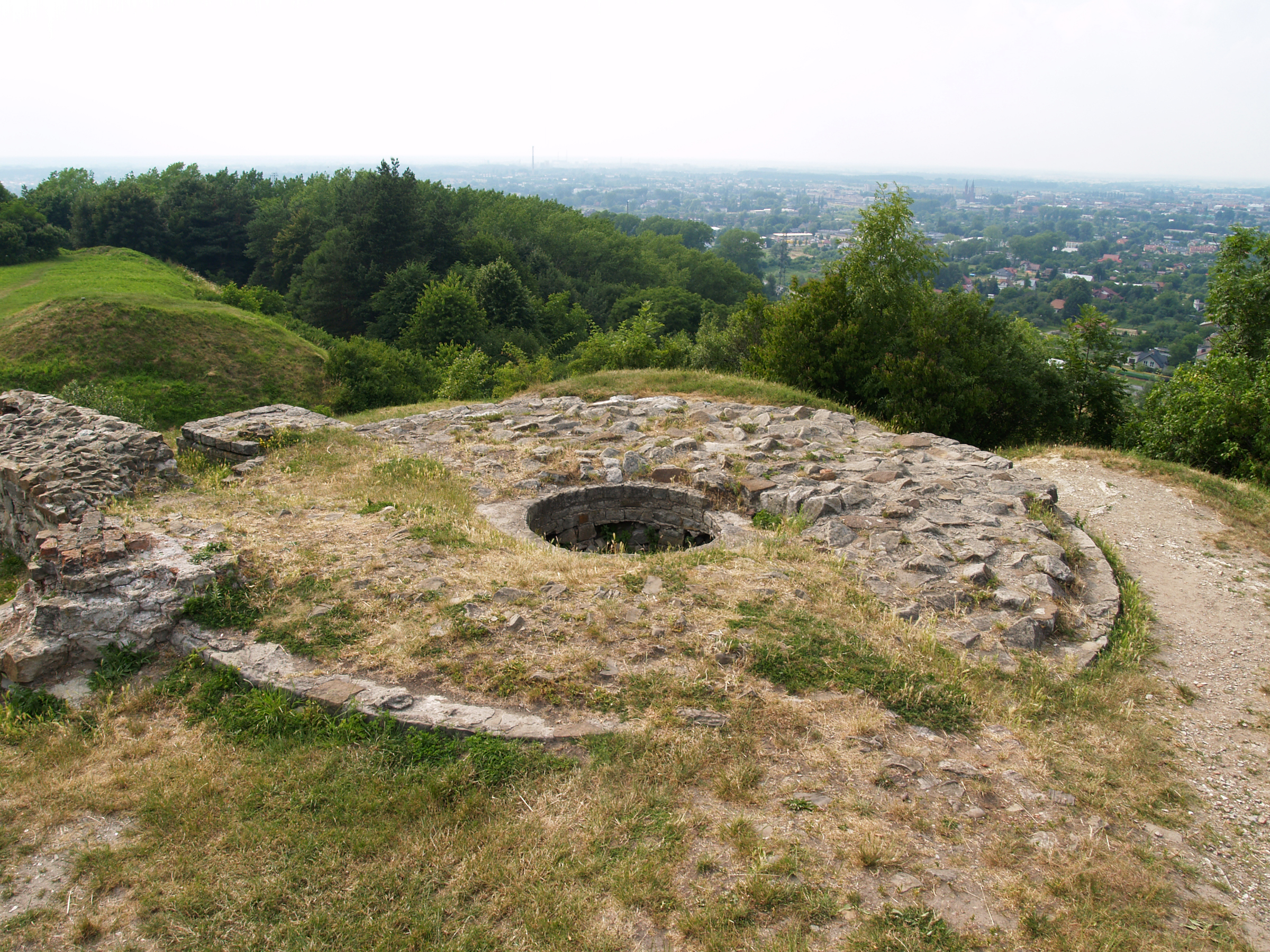
Blick von der Burg Tarnów ins Becken

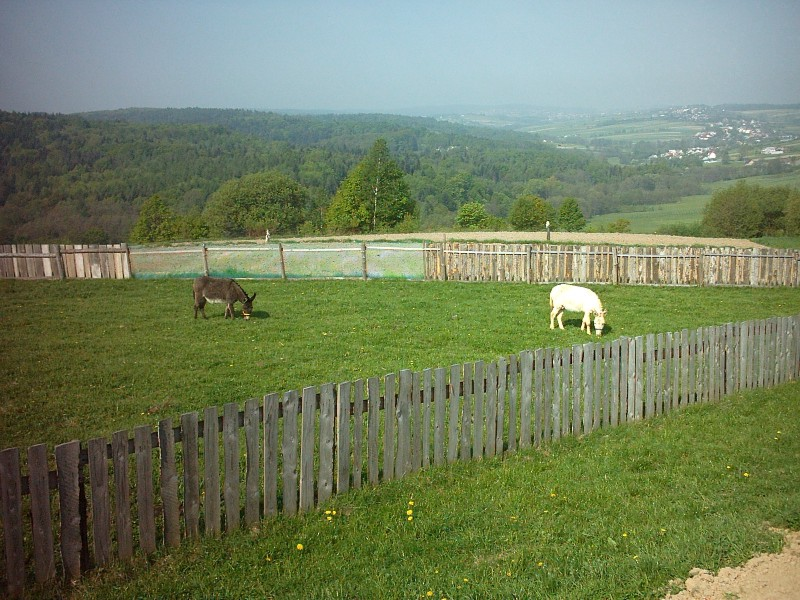
Sandomirer Becken bei Bochnia

Das Sandomirer Becken (polnisch Kotlina Sandomierska) in Polen ist ein großes Becken in Kleinpolen im Nördlichen Karpatenvorland. Es bedeckt eine Fläche von ca. 15.000 km² und erstreckt sich über die Woiwodschaften Kleinpolen, Heiligkreuz, Karpatenvorland und Lublin. Im Osten reicht es bis in die Ukraine hinein.
Auf dem Gebiet des Beckens befinden sich große Urwälder: Puszcza Niepołomicka um Niepołomice und Puszcza Sandomierska in der Flussgabelung der Weichsel und des San, im frühen Mittelalter eine Naturgrenze zwischen Kleinpolen und Rotruthenien.

## Geografie
Das Sandomirer Becken wird in Südwest-Nordost-Richtung von der Weichsel durchflossen. In die Weichsel münden hier die Karpatenflüsse:
- Raba
- Dunajec
- Wisłoka
- San

Nördlich an das Becken schließt sich die Kleinpolnische Hochebene an. Südlich befinden sich die Karpaten. Über das Krakauer Tor im Westen ist das Becken mit dem Auschwitzer Becken verbunden. Der Kleinpolnische Weichseldurchbruch verbindet das Becken mit dem Masowischen Becken im Norden.
Das Sandomirer Becken ist dicht besiedelt. Größere Ballungsräume sind die östlichen Stadtteile von Krakau, Dębica, Jarosław, Mielec, Przemyśl, Przeworsk, Rzeszów, Stalowa Wola, Sandomierz, Tarnobrzeg, Tarnów und das namensgebende Sandomierz. Die Region ist ansonsten landwirtschaftlich geprägt.
Es lässt sich in weitere Unterregionen einteilen:
- Weichseler Tiefebene
- Salzberger Gebirge
- Tarnów-Hochebene
- Unteres Wisłoka-Tal
- Tarnobrzeg-Ebene
- Unteres San-Tal
- Biłgoraj-Ebene
- Kolbuszowa-Hochebene
- Tarnogród-Hochebene
- Karpatenvorland-Urstromtal
- Rzeszów-Vorgebirge

Die Weichsel und ihre Zuflüsse im Becken sind weitgehend naturbelassen und nicht zu Wasserstraßen ausgebaut. Daher spielt die kommerzielle Schifffahrt auf dem Weichselabschnitt zwischen Krakau und Sandomierz keine größere Rolle.

## Panorama

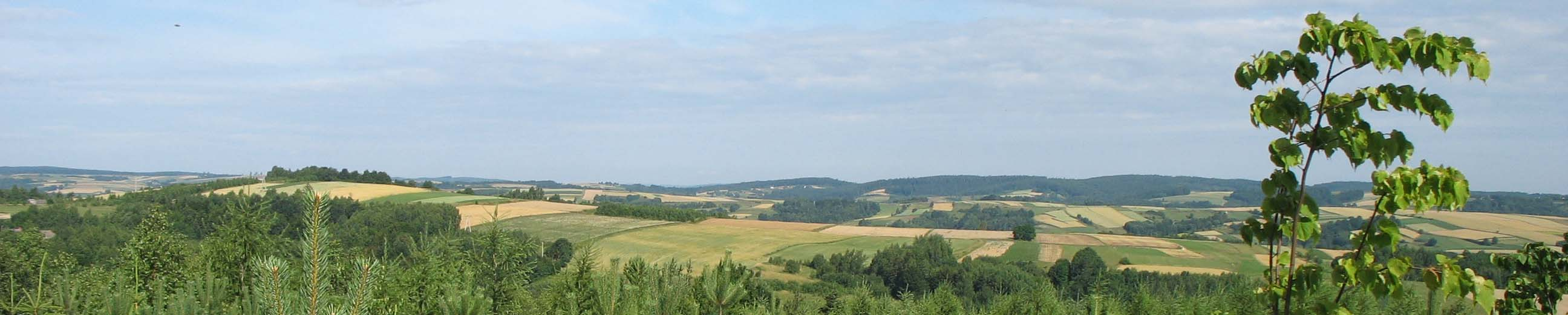
Südöstlicher Teil des Sandomirer Beckens bei Rzeszów